# Bahnstrecke La Roche-sur-Foron–Saint-Gervais
| TGV, TER und Schmalspurzug in Saint-Gervais |                      |                                                         |                                      |
| |                      |                                                         |                                      |
| Streckennummer (SNCF): | 895 000              |                                                         |                                      |
| Kursbuchstrecke (SNCF): | 513                  |                                                         |                                      |
| Streckenlänge: | 47,47 km             |                                                         |                                      |
| Spurweite: | 1435 mm (Normalspur) |                                                         |                                      |
| Stromsystem: | 25 kV 50 Hz ~        |                                                         |                                      |
| Maximale Neigung: | 20 ‰                 |                                                         |                                      |
| Minimaler Radius: | 300 m                |                                                         |                                      |
| Streckengeschwindigkeit: | 130 km/h             |                                                         |                                      |
| Zweigleisigkeit: | –                    |                                                         |                                      |
| |                      |                                                         |                                      |
| \| \| \| von Annemasse L 3 \| \| \| \| 77,74 \| La Roche-sur-Foron \| 580 m \| \| \| 77,21 \| Viaduc du Foron (Foron, 123 m) \| Viaduc du Foron (Foron, 123 m) \| \| \| 77,18 0,56 \| Strecke nach Aix-les-Bains \| Strecke nach Aix-les-Bains \| \| \| 1,32 \| Viaduc de la Gouille à l’Âne (105 m) \| Viaduc de la Gouille à l’Âne (105 m) \| \| \| 1,47 \| Tunnel de Bénite Fontaine (71 m) \| Tunnel de Bénite Fontaine (71 m) \| \| \| 6,18 \| Saint-Pierre-en-Faucigny \| 479 m \| \| \| 6,89 \| Borne (56 m) \| Borne (56 m) \| \| \| 8,06 \| A 40 \| A 40 \| \| \| 9,57 \| Arve (139 m) \| Arve (139 m) \| \| \| 10,04 \| Bonneville \| 449 m \| \| \| 17,35 \| Giffre (57 m) \| Giffre (57 m) \| \| \| 17,69 \| Marignier \| 474 m \| \| \| 21,39 \| Thyez-Le Nanty \| 476 m \| \| \| 24,57 \| Cluses \| 485 m \| \| \| 25,02 \| Tunnel de Chevron (299 m) \| Tunnel de Chevron (299 m) \| \| \| 28,50 \| Balme-Arâches \| 494 m \| \| \| 31,39 \| Magland \| 506 m \| \| \| 35,20 \| Oëx \| 523 m \| \| \| 35,54 \| Arve (60 m) \| Arve (60 m) \| \| \| 40,60 \| Sallanches-Combloux-Megève \| 547 m \| \| \| 42,65 \| Mont-Blanc-Plage \| 550 m \| \| \| 43,79 \| Domancy \| 557 m \| \| \| 46,91 \| Saint-Gervais-Le Fayet Endpunkt L 3 \| 580 m \| \| \| \| Anschluss nach Vallorcine und zur Tramway du Mont Blanc \| \| |                      |                                                         |                                      |
| Strecke |                      | von Annemasse L 3                                       | von Annemasse L 3                    |
| Bahnhof | 77,74                | La Roche-sur-Foron                                      | 580 m                                |
| Brücke über Wasserlauf | 77,21                | Viaduc du Foron (Foron, 123 m)                          | Viaduc du Foron (Foron, 123 m)       |
| Abzweig geradeaus und nach rechts | 77,18 0,56           | Strecke nach Aix-les-Bains                              | Strecke nach Aix-les-Bains           |
| Brücke | 1,32                 | Viaduc de la Gouille à l’Âne (105 m)                    | Viaduc de la Gouille à l’Âne (105 m) |
| Tunnel | 1,47                 | Tunnel de Bénite Fontaine (71 m)                        | Tunnel de Bénite Fontaine (71 m)     |
| Haltepunkt / Haltestelle | 6,18                 | Saint-Pierre-en-Faucigny                                | 479 m                                |
| Brücke über Wasserlauf | 6,89                 | Borne (56 m)                                            | Borne (56 m)                         |
| Strecke mit Straßenbrücke | 8,06                 | A 40                                                    | A 40                                 |
| Brücke über Wasserlauf | 9,57                 | Arve (139 m)                                            | Arve (139 m)                         |
| Bahnhof | 10,04                | Bonneville                                              | 449 m                                |
| Brücke über Wasserlauf | 17,35                | Giffre (57 m)                                           | Giffre (57 m)                        |
| Haltepunkt / Haltestelle | 17,69                | Marignier                                               | 474 m                                |
| ehemaliger Haltepunkt / Haltestelle | 21,39                | Thyez-Le Nanty                                          | 476 m                                |
| Bahnhof | 24,57                | Cluses                                                  | 485 m                                |
| Tunnel | 25,02                | Tunnel de Chevron (299 m)                               | Tunnel de Chevron (299 m)            |
| ehemaliger Haltepunkt / Haltestelle | 28,50                | Balme-Arâches                                           | 494 m                                |
| Haltepunkt / Haltestelle | 31,39                | Magland                                                 | 506 m                                |
| ehemaliger Haltepunkt / Haltestelle | 35,20                | Oëx                                                     | 523 m                                |
| Brücke über Wasserlauf | 35,54                | Arve (60 m)                                             | Arve (60 m)                          |
| Bahnhof | 40,60                | Sallanches-Combloux-Megève                              | 547 m                                |
| ehemaliger Haltepunkt / Haltestelle | 42,65                | Mont-Blanc-Plage                                        | 550 m                                |
| ehemaliger Haltepunkt / Haltestelle | 43,79                | Domancy                                                 | 557 m                                |
| Kopfbahnhof Streckenende | 46,91                | Saint-Gervais-Le Fayet Endpunkt L 3                     | 580 m                                |
| |                      | Anschluss nach Vallorcine und zur Tramway du Mont Blanc |                                      |

Die Bahnstrecke La Roche-sur-Foron–Saint-Gervais ist eine normalspurige Eisenbahnstrecke im französischen Département Haute-Savoie in der Region Auvergne-Rhône-Alpes. Sie gehört dem staatlichen Schieneninfrastrukturunternehmen SNCF Réseau.

## Streckenverlauf
Die Strecke zweigt bei La Roche-sur-Foron im hier breiten Arvetal von der übergeordneten Bahnstrecke Aix-les-Bains–Annemasse ab. Dem nach Südosten hin ansteigenden weiten Tal der Arve am Talboden folgend endet sie am Fuß des Mont-Blanc-Massivs: Bei Bonneville wird der Fluss nordwärts gequert, Marignier am Nordrand des Talbeckens von Thyez erschlossen und anschließend bei Cluses in einen engeren Talabschnitt südwärts eingetreten, der sich bei Sallanches wieder weitet. Endbahnhof ist der Gemeinschaftsbahnhof Saint-Gervais-les-Bains-Le Fayet im Ort Le Fayet der Gemeinde Saint-Gervais-les-Bains.
Dort beginnen die meterspurigen Schmalspurbahnen über Chamonix nach Martigny sowie die Zahnradbahn Tramway du Mont-Blanc auf den 2362 Meter hoch gelegenen Aussichtspunkt Nid d’Aigle.

## Geschichte

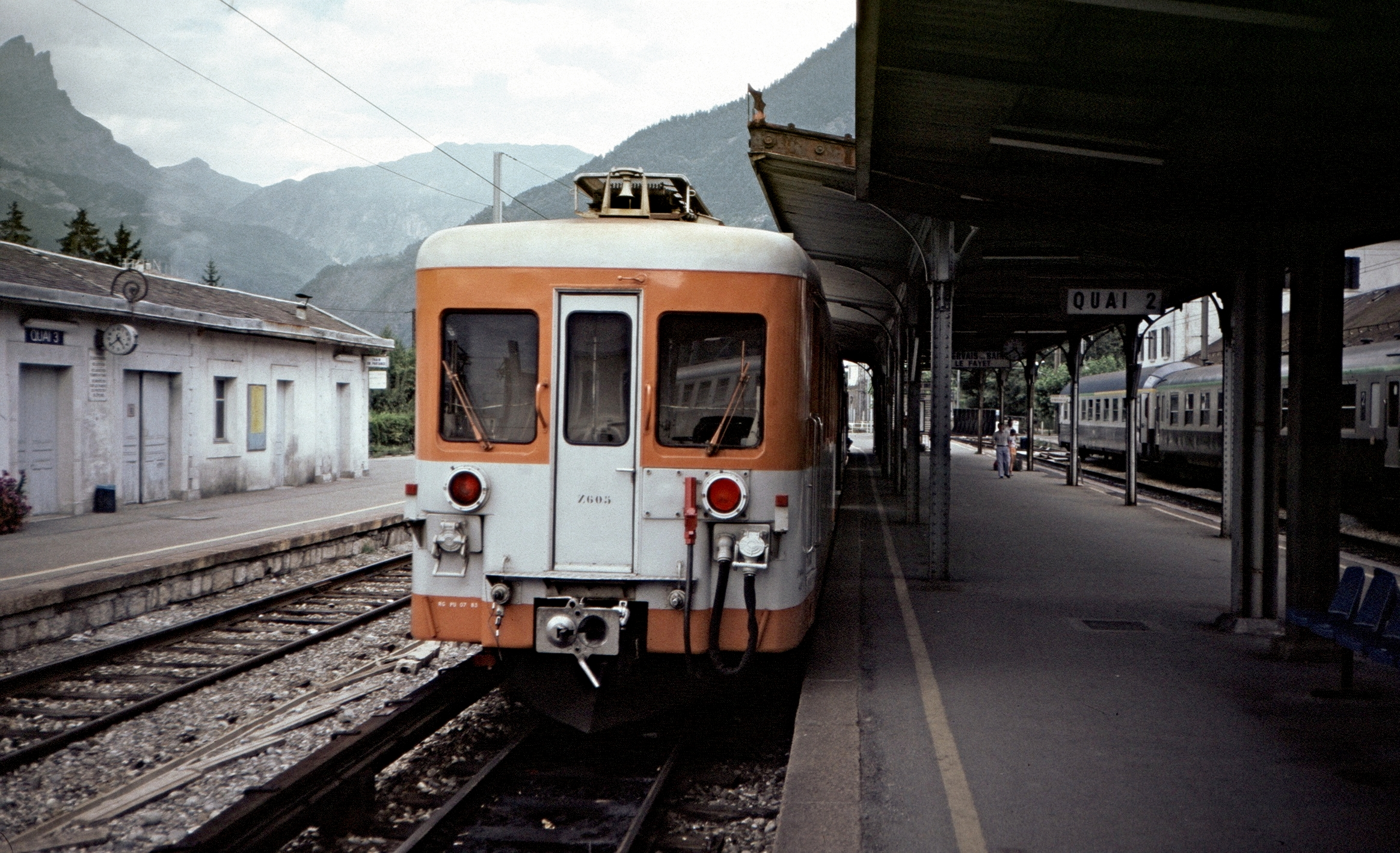
Zwei Spurweiten im Bahnhof Saint-Gervais-les-Bains-Le Fayet, 1986

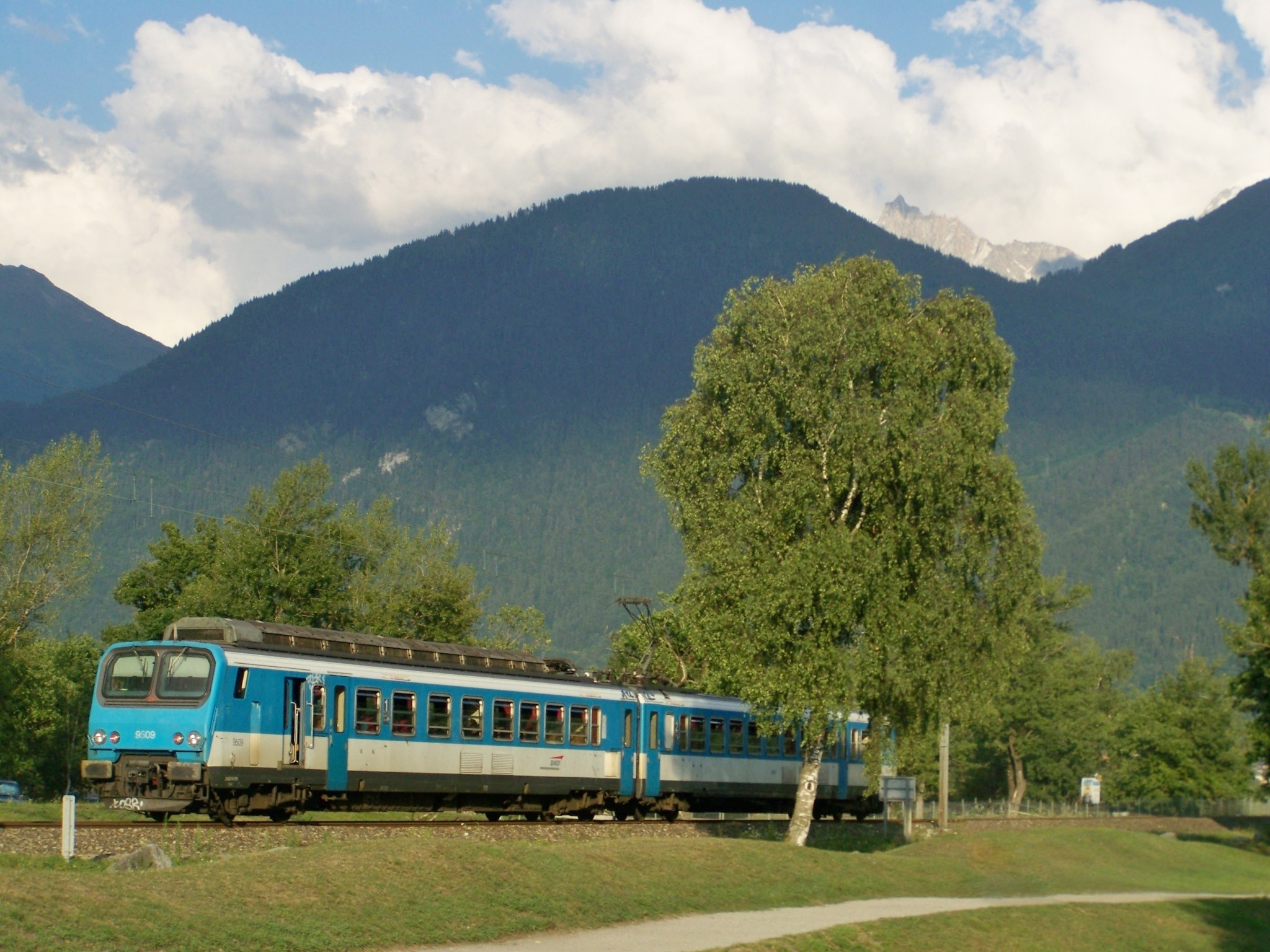
TER nahe Le Fayet

Die „Déclaration d’utilité publique“ wurde für den Abschnitt von La Roche-sur-Foron bis Cluses am 4. April 1881 erteilt.
Im Rahmen und zu den Bedingungen des Plan Freycinet wurde am 20. November 1883 die Konzession für den Bau und den Betrieb der Strecke an die Compagnie des chemins de fer de Paris à Lyon et à la Méditerranée (PLM) vergeben. Dieser Abschnitt wurde am 1. Juni 1890 in Betrieb genommen.
Der Streckenabschnitt von Cluses nach Saint-Gervais wurde am 2. August 1886 vorsorglich an die PLM konzessioniert. Dieser 22 Kilometer langen Strecke ist die „Déclaration d’utilité publique“ am 31. März 1891 erteilt worden. Am 15. Juni 1898 wurde der Betrieb auf der gesamten Strecke aufgenommen.

## Infrastruktur
Seit 1955 ist die Strecke mit 25 kV 50 Hz Wechselspannung elektrifiziert. Außerdem ist sie mit dem Block manuel und dem Contrôle de vitesse par balises (KVB) ausgestattet. Die Höchstgeschwindigkeit beträgt meistens zwischen 100 und 130 km/h. In der Nähe des ehemaligen Haltepunktes Balme-Arâches befindet sich der engste Bogenradius der Strecke, er beträgt 300 Meter. Dort ist die Geschwindigkeit auf 80 km/h begrenzt.

## Betrieb
Die Züge des Personenverkehrs werden von der staatlichen Eisenbahngesellschaft Société nationale des chemins de fer français (SNCF) betrieben. Auf der Strecke verkehren im Regionalverkehr TER-Züge der Linie L3 des Léman Express, im Fernverkehr TGV-Hochgeschwindigkeitszüge. Im Regionalverkehr kommen die Baureihen Z 27500, Z 9500 und Z 9600 zum Einsatz.